# Galdrabók
Le Galdrabók (en islandais livre de magie) est un grimoire islandais daté vers 1600 de notre ère. Il s'agit d'un petit manuscrit contenant une collection de 47 sorts accompagnés de sceaux ou symboles magiques islandais.
Le grimoire a été compilé par quatre personnes, probablement de la fin du XVIe siècle jusqu'au milieu du XVIIe siècle. Les trois premiers scribes étaient des Islandais, et le quatrième était un danois travaillant à partir de matériel islandais. Les différents sorts se composent de textes rédigés en latin ou avec des runes. Ils sont accompagnés de symboles magiques islandais et se présentent sous la forme d'invocations d'entités chrétiennes, de démons et de dieux nordiques, ainsi que d'instructions pour l'utilisation d'herbes et d'objets magiques. Certains sorts sont protecteurs, destinés à résoudre des problèmes de procréation, de maux de tête ou d'insomnie, à prévenir la peste, les douleurs et les naufrages. D'autres sont destinés à provoquer la peur, tuer des animaux, trouver des voleurs, endormir quelqu'un, provoquer des flatulences ou encore ensorceler les femmes.
Le livre a été publié pour la première fois en 1921 par Natan Lindqvist dans une édition diplomatique en suédois. Une traduction anglaise a ensuite été publiée en 1989 par Stephen Flowers, suivie d'une édition en fac-similé avec commentaires détaillés de Matthías Viðar Sæmundsson en 1992. En 1995, Flowers publie une deuxième édition avec l'aide directe de Sæmundsson, corrigeant ses traductions et ajoutant d'autres notes et commentaires.